# Mariella Burani
Die Mariella Burani Fashion Group war eine italienische Unternehmensgruppe für Luxusmode mit Hauptsitz in Cavriago bei Reggio nell’Emilia. Sie wurde 1960 von Mariella und Walter Burani gegründet; der letzte Inhaber war der gemeinsame Sohn Giovanni Burani. Nach starkem Wachstum durch Zukäufe erzielte die Gruppe 2008 rund 700 Mio. Euro Umsatz und zählte zu den größten Modefirmen des Landes. Zu ihren Marken gehört u. a. René Lezard.

## Geschichte

### Gründung
1960 gründeten Walter und seine Frau Mariella das Unternehmen mit dem Ziel der Herstellung und des Vertriebs von Kinderkleidung.
Nach dem Aufkommen von Prêt-à-porter für Frauen in den 1970er Jahren begann das Unternehmen in den 1980er Jahren mit dem Export ins Ausland und expandierte in andere Bekleidungslinien sowie durch die Eröffnung von Geschäften.

### Börsengang und Expansion der Gruppe
Im Juli 2000 wurde bekannt gegeben, dass das Unternehmen an die Mailänder Börse gehen würde. Die Aktien wurden am 13. und 14. Juli 2000 für je 7 Euro verkauft. Von 2000 bis 2007 eröffnete die Gruppe zahlreiche neue Geschäfte und tätigte eine Reihe von Übernahmen, darunter Beteiligungen an mehreren Unternehmen der Lederindustrie, darunter Braccialini, Baldinini, Coccinelle, mit dem Ziel, verschiedene globale Gebiete abzudecken und eine breite Produktpalette anzubieten.

### Konkurs
Im Sommer 2008 war der Wert der Aktien von Mariella Burani drastisch gesunken, am 28. August 2009 lag er bei 2,522 Euro pro Stück. Am 31. August gab die italienische Börse bekannt, dass die Stammaktien von Mariella Burani FG auf unbestimmte Zeit vom Handel ausgesetzt wurden. Am 11. Januar 2010 meldete die Staatsanwaltschaft Mailand den Konkurs von Mariella Burani an. Am 11. Februar erklärte das Gericht von Mailand das Scheitern der Burani Designer Holding, Diego Moscato wurde zum Liquidator ernannt und am 26. Februar trat er vom gesamten Vorstand zurück. Am 28. Juli 2010 verhaftete die Finanzpolizei von Reggio nell’Emilia Walter Burani und seinen Sohn Giovanni unter dem Vorwurf des betrügerischen Konkurses.